# Woodringina
Woodringina es un género de foraminífero planctónico de la familia Guembelitriidae, de la superfamilia Heterohelicoidea, del suborden Globigerinina y del orden Globigerinida. Su especie tipo es Woodringina claytonensis. Su rango cronoestratigráfico abarca el Daniense (Paleoceno inferior).

## Descripción
Woodringina incluía especies con conchas mixtas inicialmente triseriadas y finalmente biseriadas, con forma subtriangular y tendencia a la torsión; sus cámaras eran subesféricas, creciendo en tamaño rápidamente; sus suturas intercamerales eran incididas; su contorno ecuatorial era subtriangular a lanceolada; su periferia era redondeada; su abertura principal era interiomarginal, lateral con forma de arco bajo, generalmente asimétrica, y bordeada con un labio; presentaban pared calcítica hialina, microperforada a finamente perforada, y superficie pustulada o granulada (muricada).

## Discusión
Clasificaciones posteriores han incluido Woodringina en el orden Heterohelicida.

## Paleoecología
Woodringina incluía especies con un modo de vida planctónico, de distribución latitudinal cosmopolita, y habitantes pelágicos de aguas superficiales (medio epipelágico).

## Clasificación
Woodringina incluye a las siguientes especies:
- Woodringina claytonensis †
- Woodringina hornerstownensis †

Otra especie considerada en Woodringina es:
- Woodringina kelleri †